# Vilar de Rei
Vilar de Rei ist ein Ort und eine ehemalige Gemeinde (Freguesia) im portugiesischen Kreis Mogadouro. Die Gemeinde hatte 73 Einwohner (Stand 30. Juni 2011).
Am 29. September 2013 wurden die Gemeinden Vilar de Rei, Mogadouro, Valverde und Vale de Porco zur neuen Gemeinde União das Freguesias de Mogadouro, Valverde, Vale de Porco e Vilar de Rei zusammengeschlossen.